# Jajčnik
Jájčnik (tudi ovárij, latinsko Ovarium) je del ženskih spolnih organov. Ležita levo in desno ob maternici v mali medenici. Jajčnik je za mandelj velika žleza, v kateri nastajajo spolne celice in spolni hormoni. Leži v široki maternični vezi, ki se razteza od maternice proti stranskima stenama male medenice. Z dvema vezema je na eni strani pritrjen na zgorni del materničnega telesa, na drugi pa na steno medenice.
Jajčnik je sestavljen iz skorje in sredice. V sredici so bogati prepleti žil, mezgovnic in živcev. Ob rojstvu je v skorji med vezivom na tisoče nezrelih jajčnih mehurčkov (foliklov), od katerih kasneje številni propadejo. Folikel obdaja enostojni epitelij, ki izloča ženske spolne hormore (estrogene), v nostranjosti mehurčka pa je spolna celica. Estrogen vpliva na razvoj in delovanje spolovil. Dozorevanje folikla spodbuja hipofiza. Po puberteti približno na vsakih 28 dni dozori jajčni folikel. Ko je zrel, se njegova votlinica odpre (ovulacija) in jajčece ulovijo resice jajcevoda, po katerem potuje proti maternici. Ovulacija je v sredini med dvema menstruacijama. Po ovulaciji nastane na tem mestu, pod vplivom hipofize rumeno telesce, ki izloča progesteron, ki spolne organe pripravlja na nosečnost.